# Walter Dietrich
Walter Dietrich (24 de dezembro de 1902 - 27 de novembro de 1979) foi um futebolista e treinador suíço, medalhista olímpico.
Walter Dietrich competiu nos Jogos Olímpicos de Verão de 1924, ele ganhou a medalha de prata como membro da Seleção Suíça de Futebol.

## Ligações Externas
- Perfil em Footbaldatabase